# Râul Clocotiș
Râul Clocotiș este un curs de apă, afluent al râului Olteț. 